# Erich Parthey
Erich Parthey (* 26. Januar 1909 in Einsiedel; † 12. Januar 1995 ebenda) war ein erzgebirgischer Volkskünstler, dessen Hauptwerk Erzgebirgische Dorfkirmes im Museum für bergmännische Volkskunst in Schneeberg ausgestellt ist.
Parthey lebte in Einsiedel und beschäftigte sich in seiner Freizeit mit dem Bau von mechanisch betriebenen Heimat- und Weihnachtsbergen. Sein erstes Werk war eine Pferdereitschule (Pferdekarussell), die er bereits 1922 während seiner Schulzeit baute. 1927 hatte er seine Fliegerreitschule vollendet. Ab 1936 schuf er als Maschinenfabrikarbeiter die Erzgebirgische Dorfkirmes. Noch vor deren Fertigstellung wurde das Wohnhaus von Erich Parthey während der Bombenangriffe auf Chemnitz am 5. März 1945 total zerstört. Vorher war es ihm jedoch gelungen, sein Hauptwerk zu retten. 1982 wurde es vom Schneeberger Museum angekauft und wird dort nur zu besonderen Anlässen in Betrieb genommen.
Von 1946 bis 1948 war er als Lehrer an der Industrieschule in Chemnitz tätig. Anschließend arbeitete er in der dortigen Maschinenfabrik.
In Chemnitz wurde eine Straße nach Erich Parthey benannt.